# Bakchylidés
Bakchylidés (5. století př. n. l.) byl řecký lyrický básník, ve své době velmi ceněný. Narodil se na ostrově Kea, většinu života strávil na Peloponésu, byl také dvorním básníkem syrakuského krále Hieróna a konkurentem Pindara, který ho často kritisoval (i proto, že byl Bakchylidés ve své době ceněn výše). Z jeho básní, převážně pajánů a hymnů, někdy s historickým námětem, se dochovaly pouze zlomky: Paján na mír, Hymny apopemptické, Hyporchéma k poctě Athény Itónské. Psal ale i milostné a erotické básně, dochoval se zlomek, v němž chválí hetéru při hostině. Psal dórským nářečím, často užíval daktylotrochejských meter, typické je pro něj využití refrénu. Jeho verše jsou vybroušené, ale příliš mnohomluvné, přesto byl ve své době velice ceněn.